# 秉志肥螈
秉志肥螈（学名：Pachytriton granulosus）也称粗皮肥螈，一种分布于中国浙江、福建等地区的两栖动物， 隶属于蝾螈科肥螈属。模式产地为浙江省天台县街头镇。

## 形态特征
秉志肥螈体型粗壮，雄螈全长120.8～159.1毫米，雌螈全长116.1～165.8毫米。头部扁平，头长大于头宽。身体背面褐色或黄褐色，背侧常有橘红色斑点；头体腹面橘红色，有少数褐色短纹或呈蠕虫状斑，有的个体尾末段两例各有一个银色斑。